# Petter Claesson
Petter Claesson (1739–1810) var en svensk kofferdikapten och varvsdisponent. Han tillhörde sitt sekels mest betydande skepparsläkt i Åbo och var dess främste representant.

## Biografi
Petter Claessons far Niclas Claesson var skåning och flyttade år 1732 till Åbo för att tjänstgöra som styrman på skeppet Södra Finlands Wapn. Skeppet ägdes av några åboborgare och var avsett för saltimport från Portugal. Från år 1739 var Niclas Claesson skeppare på olika fartyg men seglade alltjämt till Portugal. År 1757 lät han i Nagu bygga skeppet Patientia (80 läster). Han behöll två åttondelar av skeppet och var dess befälhavare åren 1757–1762. Som en del av sonen Petters utbildning för sjömansyrket seglade denne som styrman under honom tills sonen tog över befälet år 1762. Samma år svor Petter burskapseden i Åbo. Hans första resa som skeppare gick till Genua och var mycket framgångsrik. Då han återkom till Åbo 1764 övergick han som skeppare till snauen Delphin med vilken han seglade till några tyska hamnar vid Nordsjön. Från 1768 till 1778 var han skeppare på brigantinen Apparence som ägdes av köpmannen Jacob Bremer. Fartygets ständiga uppdrag var att hämta råvara, vanligen från Bordeaux, till Bremers sockerbruk i Åbo. Från Åbo kunde man främst föra virke till den livliga franska hamnstaden. 
På 1770-talet var Åbo rikets tredje sjöfartsstad. Petter Claesson, liksom andra kaptener, lyfte en liten lön av rederiet men fick därtill olika ersättningar för utlägg. Betydligt viktigare för inkomsten var hans egen förning, det vill säga mindre varupartier som kaptenen fick medföra för egen räkning. I handeln med dem deltog inte bara kaptenens egen hustru och kolleger men också redare och köpmän på färden. Claesson och hans närmaste kaptensvän i Stockholm handlade tillsammans och för sig vanligen med kaffe, tobak, starksprit, textilier, hattar och porslin. Efter tio år på Apparence gick Claesson iland för att bli jordbrukare i Skåne. Han sade upp sitt burskap i Åbo och köpte egendomen Algustorp nära Hässleholm, men trivdes inte länge där.
Korrespondensen med Åbo fortsatte och då Jacob Bremer lät bygga fregatten Mars (223 läster) bad han Claesson ställa upp som kapten på fartyget. Claesson löste också in en sextondel i fartyget, som han sedan kom att föra under sjutton vinterresor. Sommaren 1780 övervakade han utrustandet av Mars i Gamlakarleby och på hösten svor han burskapseden i Åbo på nytt. Mars första resa gick till Setúbal och återkom våren 1781 i saltlast, så som man brukade göra med nya fartyg för att deras lastrum skulle impregneras av saltet. På sin andra utresa 1782 erbjöds Mars en förmånlig frakt på Cap François på Haitis nordkust. På tillbakavägen hämtade Mars för rederiets räkning socker, vin och salt. 
Då det amerikanska frihetskriget avslutades år 1783 var den goda konjunkturen slut och Mars fick istället segla med virke till Bordeaux och salt till Åbo. Under Gustav III:s ryska krig 1788–1790 låg de finska fartygen i hamn. År 1790 valdes en direktion för sjömanshuset i Åbo och Petter Claesson valdes in som den ena av två skepparrepresentanter. Hösten 1791 seglade Claesson åter ut som kapten på Mars med virke och på returen med salt i lasten. På följande resa hösten 1793 blev Mars uppbringad av en engelsk örlogskutter och förd till Deal. Där tvingades Claesson sälja virkeslasten men fick sedan fortsätta till Setubal, där man som vanligt lastade salt. 
Då Mars 1794 återkom till Östersjön hade konjunkturen ändrat totalt. Frankrikes krig mot Holland och England, liksom revolutionsoroligheterna i Frankrike gjorde import från Frankrike omöjlig. Däremot rådde det en stor brist på spannmål och det var något som fanns i de baltiska provinserna vid Östersjön. Mars seglade därför hösten 1794 med spannmål i lasten från Riga till Brest men tog för säkerhets skull vägen norr om de Brittiska öarna. Följande år seglade Mars med spannmål till Plymouth men sedan försämrades fraktmarknaden snabbt. Claesson överlät vid det laget befälskapet på svärsonen Petreij. Då det gamla skeppsvarvet i Åbo år 1800 ombildades till ett aktiebolag skaffade sig Claesson andelar i bolaget och blev också dess disponent, vilket han var till sin död 1810. Ännu år 1803 lät Claesson bygga briggen Thor (53 läster), som under en följd av år förde ut virke och hämtade salt på de för honom bekanta rutterna. Kort före sin död 1810 antogs Petter Claesson som stadens edsvurne skeppsmätare.

## Familj
Petter Claesson var son till kofferdikaptenen Niclas Claesson (1705–1774) i Stockholm och Åbo samt till Susanna Grund (1714–1783). Petter Claesson gifte sig senast 1763 med Maria Elisabet Lundgren (1745–1809).
Paret Claesson bodde före flyttningen till Skåne 1777 vid Nylandsgatan i Klosterkvarteret men vid återkomsten till Åbo 1780 köpte de en garvaregård i Norra kvarteret. Gården rustades upp och försågs med ett lusthus. Vid Gustav III:s besök i staden kunde hans överkammarherre inkvarteras i det förnämliga hemmet. Senare lät Claessons ännu bygga ett nytt, pråligare hus vid Drottninggatan. 
År 1774 köpte Claesson ett halvt rusthåll i Halikko, vilket tycks ha varit en ren penningplacering. År 1778 löste han in av sin mor och sina syskon säterirusthållet Toras eller Thorsund och dess augmentshemman i Nagu.

### Barn
- Maria Elisabet (1775–1847), fabrikör vid Fortuna fajans och Lerkärilsfabrik i Nagu. Gift 1793 med kaptenen Gustaf Adolf Finckenberg[1] (1768–1809).

- Ulrika (1777–1806). Gift 1797 med skepparen, löjtnanten vid amiralitetet Johan Christian Petreij (1764–1828).